# Mullsjö missionskyrka
Mullsjö missionskyrka är en kyrkobyggnad i Mullsjö i Sverige. Den tillhör både Equmeniakyrkan och Svenska alliansmissionen. Den nuvarande byggnaden invigdes 1992, och ersatte en tidigare byggnad från 1922.

### Fotnoter
1. ↑  ”Historia”. Mullsjö missionsförsamling. http://www.mullsjomissionskyrka.se/historik. Läst 25 januari 2015.